# Mukov
Mukov je vesnice, část obce Hrobčice v okrese Teplice. Nachází se asi čtyři kilometry jihovýchodně od Hrobčic. V roce 2021 zde trvale žilo 94 obyvatel.
Mukov je také název katastrálního území o rozloze 6,58 km².

## Historie
První písemná zmínka o vesnici pochází z roku 1386.

## Obyvatelstvo
Při sčítání lidu v roce 1921 zde žilo 196 obyvatel (z toho 92 mužů), z nichž bylo devět Čechoslováků a 187 Němců. Všichni se hlásili k římskokatolické církvi. Podle sčítání lidu z roku 1930 měla vesnice 211 obyvatel: šest Čechoslováků, 203 Němců, jednoho člověka jiné národnosti a jednoho cizince. Kromě jednoho příslušníka jiných nezjišťovaných církví byli římskými katolíky.
|           | 1869 | 1880 | 1890 | 1900 | 1910 | 1921 | 1930 | 1950 | 1961 | 1970 | 1980 | 1991 | 2001 | 2011 | 2021 |
| --------- | ---- | ---- | ---- | ---- | ---- | ---- | ---- | ---- | ---- | ---- | ---- | ---- | ---- | ---- | ---- |
| Obyvatelé | 241  | 233  | 202  | 214  | 228  | 196  | 211  | 135  | 123  | 92   | 83   | 74   | 61   | 69   | 94   |
| Domy      | 48   | 50   | 50   | 51   | 55   | 54   | 52   | 51   | 34   | 29   | 24   | 24   | 35   | 35   |      |

## Pamětihodnosti
- Nad návsí stojí barokní kostel svatého Prokopa z roku 1760.[8]
- Hradišťany (753 m) – druhá nejvyšší hora Českého středohoří s pozůstatky pravěkého hradiště z období knovízské kultury a přírodní rezervací Hradišťanská louka
- Památkově chráněná usedlost čp. 26
- Památník americkým letcům sestřeleným u vsi 21. července 1944[9]
- Pramen svatého Prokopa s kapličkou na severovýchodním konce vesnice
- Pamětní deska na pobyt císaře Josefa II. v říjnu 1778 v domě čp. 38

## Galerie

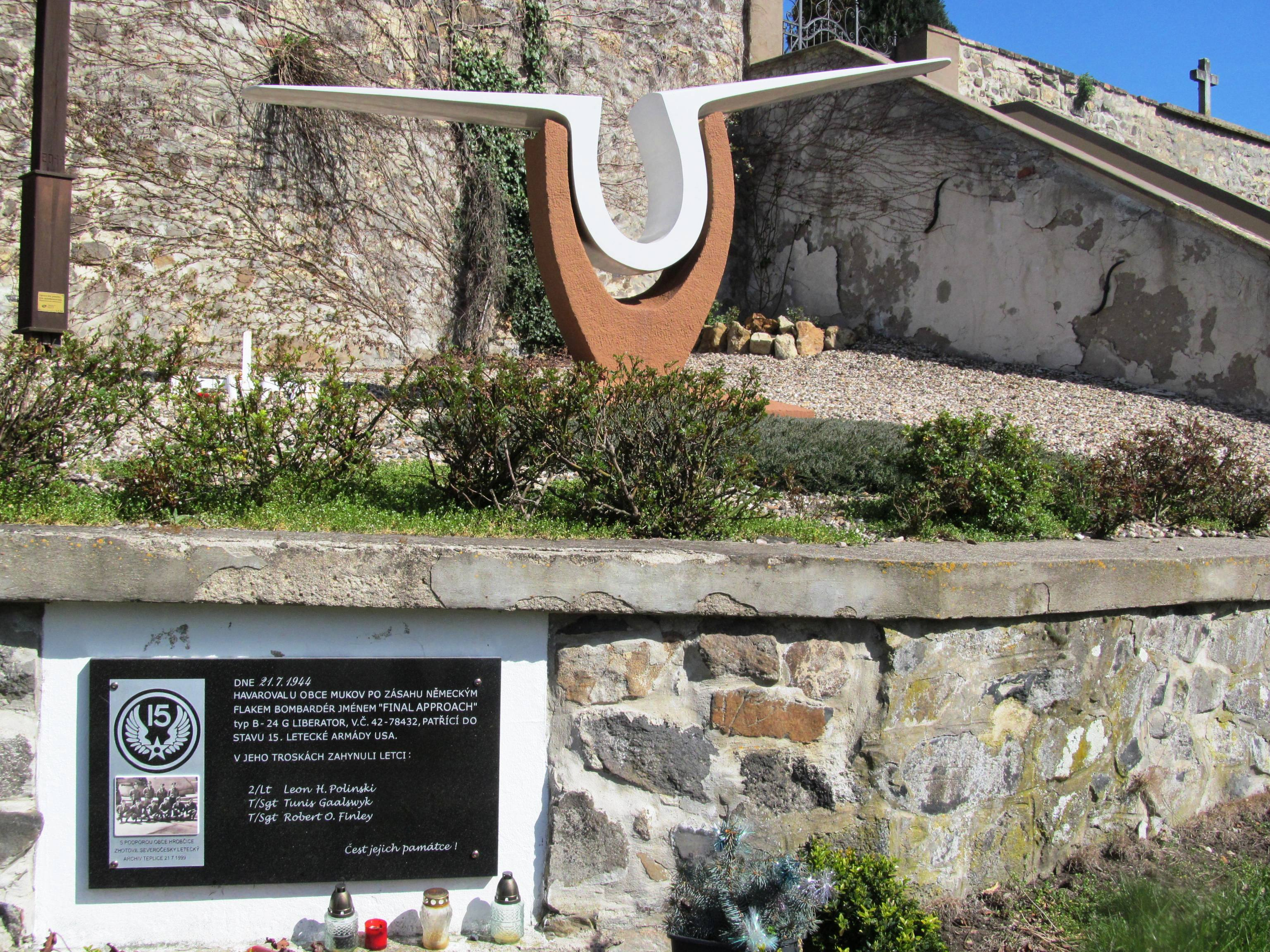
Památník americkým sestřeleným letcům
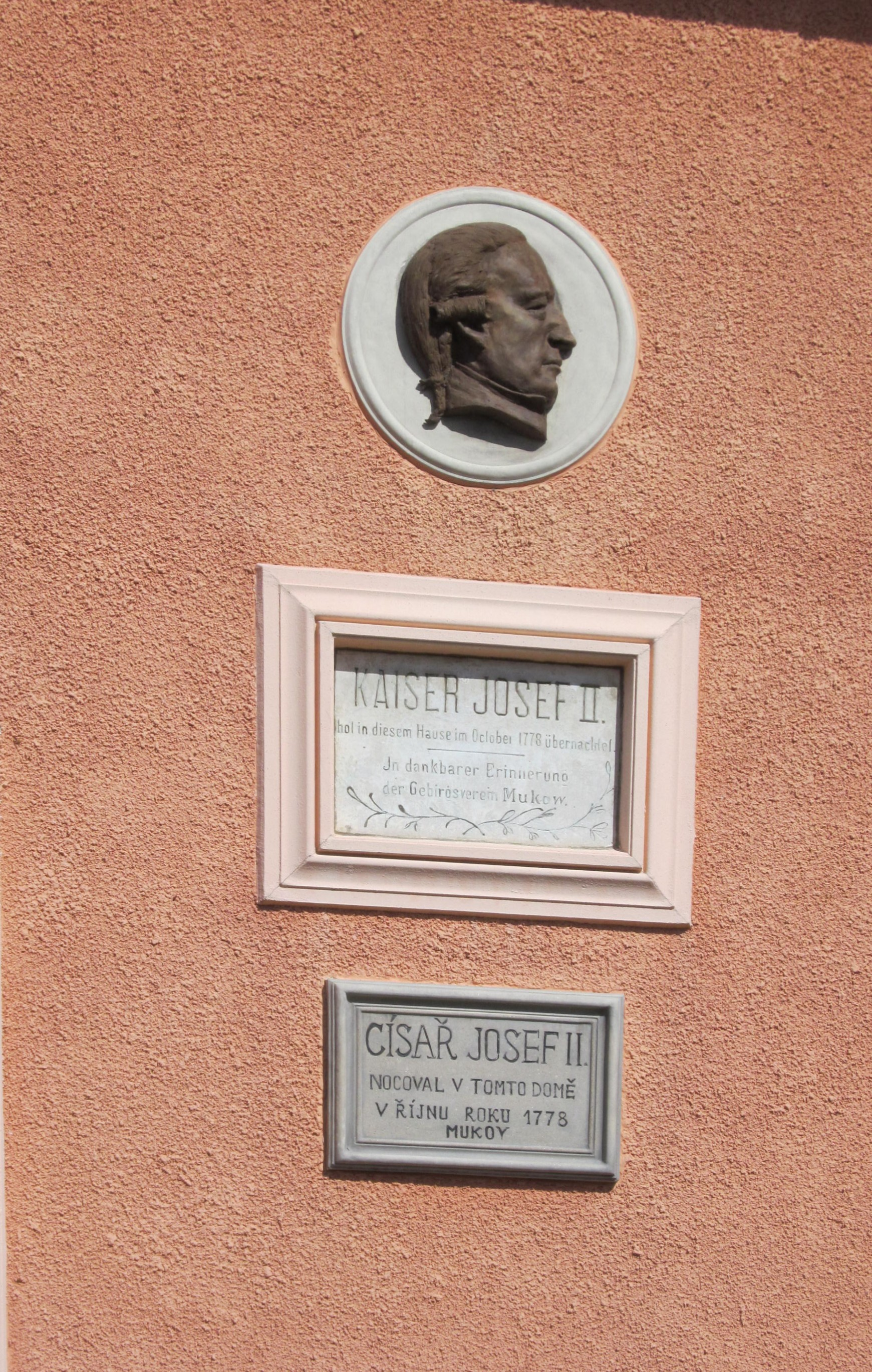
Pamětní deska na pobyt Josefa II. na domě čp. 38
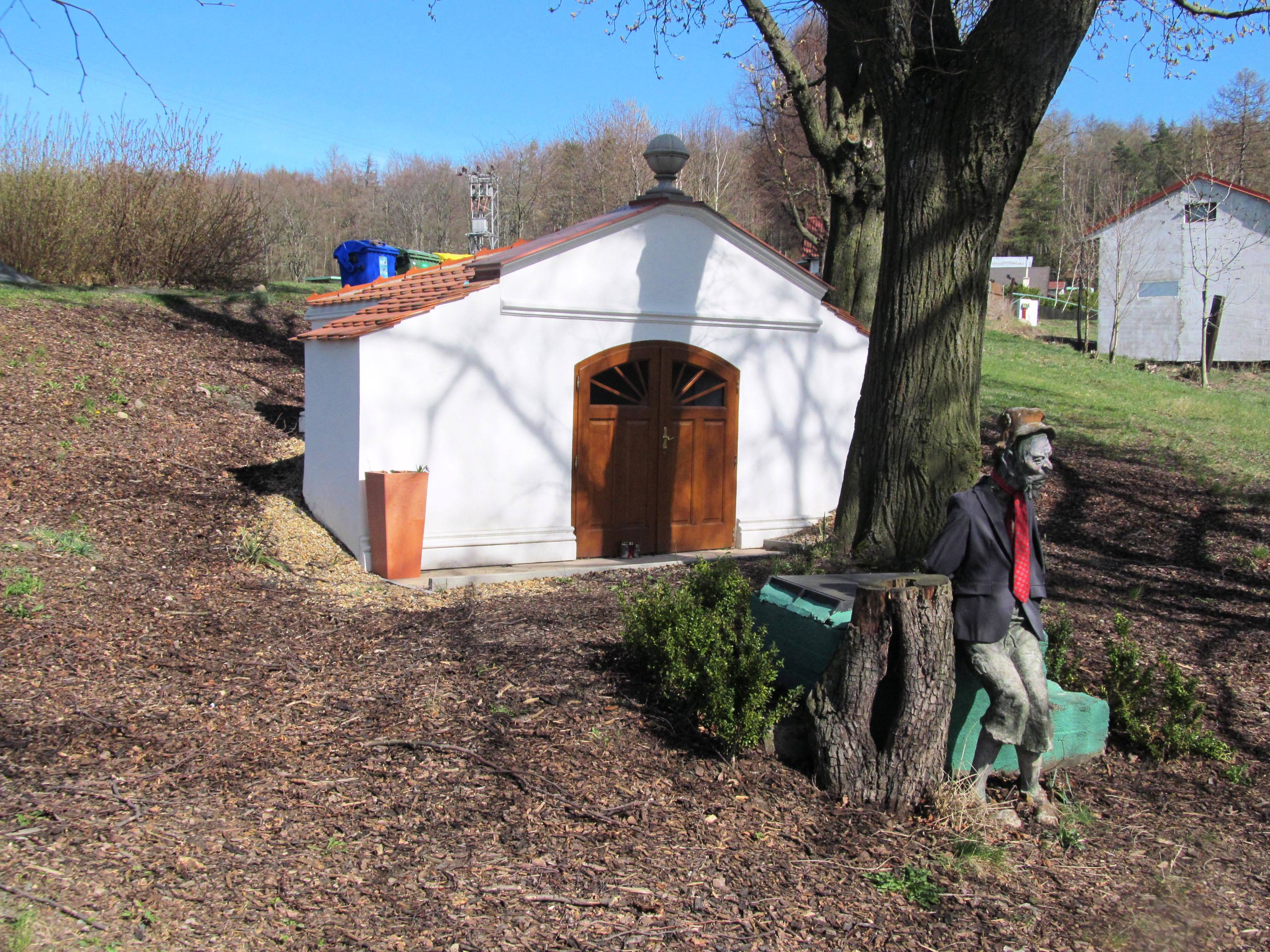
Pramen svatého Prokopa
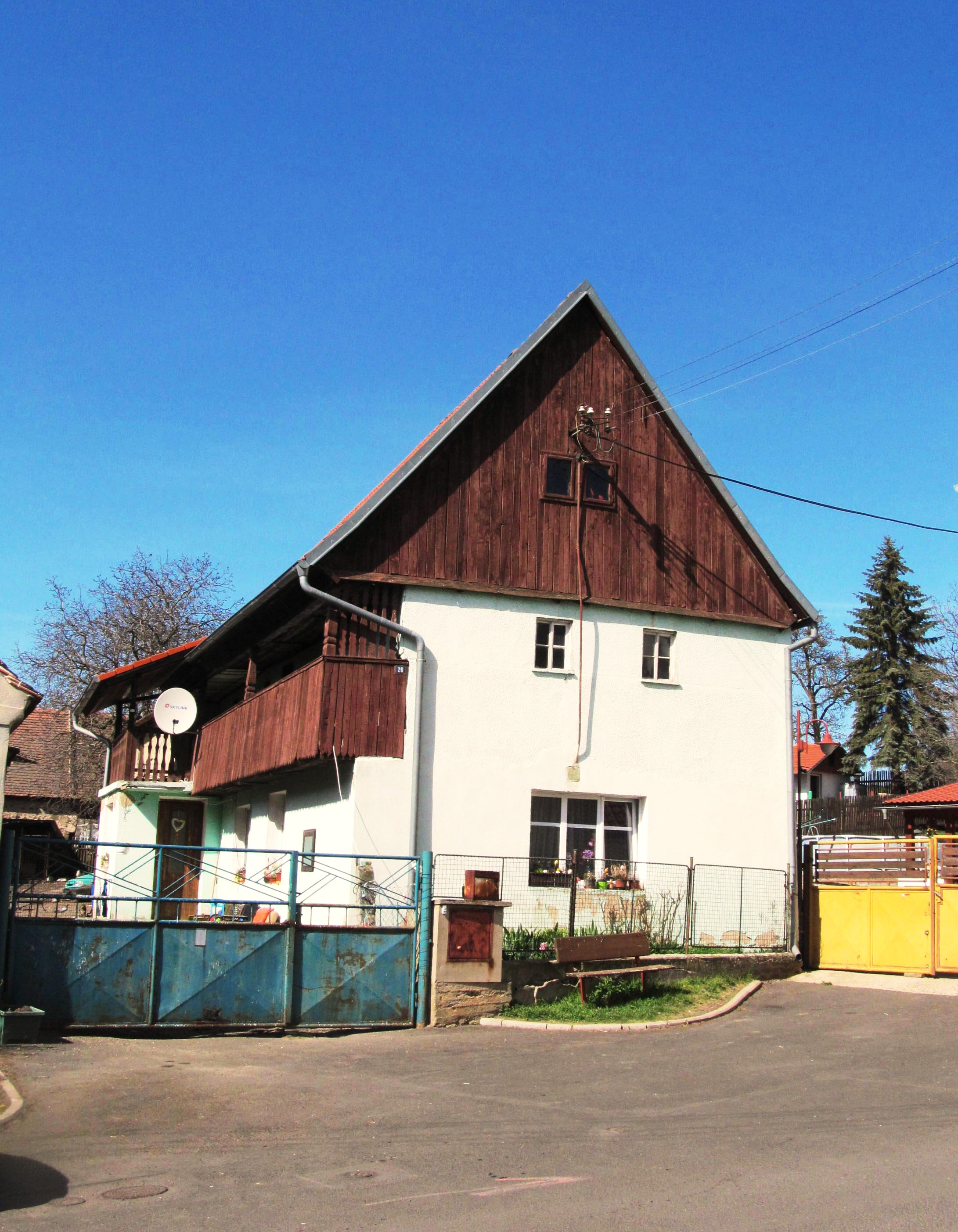
Dům čp. 26